# 安娜·哈里遜
安娜·塔海爾·辛姆斯·哈里森（英語：Anna Tuthill Symmes Harrison，1775年7月25日—1864年2月25日）是1841年美国第一夫人，為總統威廉·亨利·哈里森之妻。舊姓辛姆斯的安娜出生於新泽西省蘇塞克斯縣，父親是當地最高法院大法官。母親在她周岁當日離世。美國獨立戰爭爆發時，父親將她送至長島交由外祖父母撫養，隨後於當地接受教育。1795年，她不顧父親反對與軍官威廉·亨利·哈里森成婚。在丈夫從政期間，她獨自撫育十個子女。1841年威廉當選總統，她順理成章成為第一夫人，但並未出席丈夫的就職典禮，而是指派兒媳珍·艾爾文·哈里森代理第一夫人職責。然而就在她準備赴華盛頓前夕，便收到丈夫猝然離世的惡耗。安娜在俄亥俄州度過餘生，先居家族的原木小屋，後與唯一存世的兒子約翰同住。1864年2月25日，安娜與世長辭，享年88歲。
哈里森創下了多項第一夫人歷史記錄：任期最短（31天）、上任時年紀最大（65歲就任）、從未在任內踏足白宮，以及首位在任內喪偶。她還是美國歷史上唯一兼具「總統之妻」與「總統祖母」雙重身份的女性——其子約翰·斯科特·哈里森是第23任總統本杰明·哈里森之父。由於她任期極之短暫，從未踏足白宮，加上所有私人文件盡毀於火災，以致這位第一夫人長期被歷史學界忽視，相關學術研究寥寥無幾。

## 早年生活
1775年7月25日，安娜·塔西爾·西姆斯（Anna Tuthill Symmes）出生於索利圖德農場（Solitude Farm）——該處位於新泽西省蘇塞克斯縣，鄰近莫里斯敦。她是家中次女，父親是擔任當地最高法院大法官的約翰·克利夫斯·西姆斯，母親則是安娜·塔西爾（Anna Tuthill）。母親在她周岁當日離世，父親遂獨自撫養她。美國獨立戰爭爆發時，約翰作為大陆军上校，為確保女兒安全，曾偽裝成英軍士兵騎馬將她送至纽约省長島紹斯霍爾德。據傳約翰當時攜帶兩個行囊：一個裝著女兒，另一個裝滿蕪菁。每當遭遇盤查，他便聲稱是給英軍指揮官運送蔬菜。此後，她便由外祖父母撫養。
幼年時期，安娜先就讀於東漢普頓的柯林頓學院（Clinton Academy），後進入位於紐約市、由伊莎貝拉·格雷厄姆營運的寄宿學校。由於外祖父母以長老宗信徒標準撫養她，因此其教育具有濃厚宗教色彩。戰爭結束後，父親曾赴紐約探望她，隨後便遷往西北領地。1794年，19歲的安娜與父親團聚，遷居至其建立的俄亥俄州北本德。同住的還有繼母蘇珊娜·利文斯頓（Susannah Livingston），兩人相處十分融洽。

## 婚姻與家庭
安娜·西姆斯在前往肯塔基州列克星敦探望姐姐瑪麗亞期間，結識了威廉·亨利·哈里森。女方父親不同意二人交往，主要原因在於哈里森的軍旅生涯：西北領地駐軍的所作所為讓這位法官認定軍人無異於罪犯，又擔心哈里森缺乏其他領域經驗將難以養家。儘管父親強烈反對，她仍與這位軍官展開戀情。
趁父親因商外出，安娜與威廉決定私奔。1795年11月25日，二人在史蒂芬·伍德（Stephen Wood）醫生主持下完婚。史學界對於兩人的結婚場地尚無定論，可能在牧師宅邸或其父家中舉行。安娜父親對此感到震怒，時隔數週才與新女婿對話，厲聲質問其如何養家餬口。哈里森以「用我的劍」作答。哈里森終贏得岳父認可，除了在政治競選時得到其助陣，更在其遺囑中獲委任其為遺產執行人。
安娜隨威廉返回他駐防的華盛頓堡駐地生活。她開始了典型的軍妻生活，包括跟隨丈夫頻繁轉防。1798年，威廉退伍後在北本德購置土地，搭建了一座原木小屋作為他們的家。二人的長子也於1796年出生。兩人畢生共養育了十名子女，其中五人先於父母離世，而安娜最終僅比兒子約翰·斯科特·哈里森長壽，其餘子女皆先她而去。

## 丈夫成名

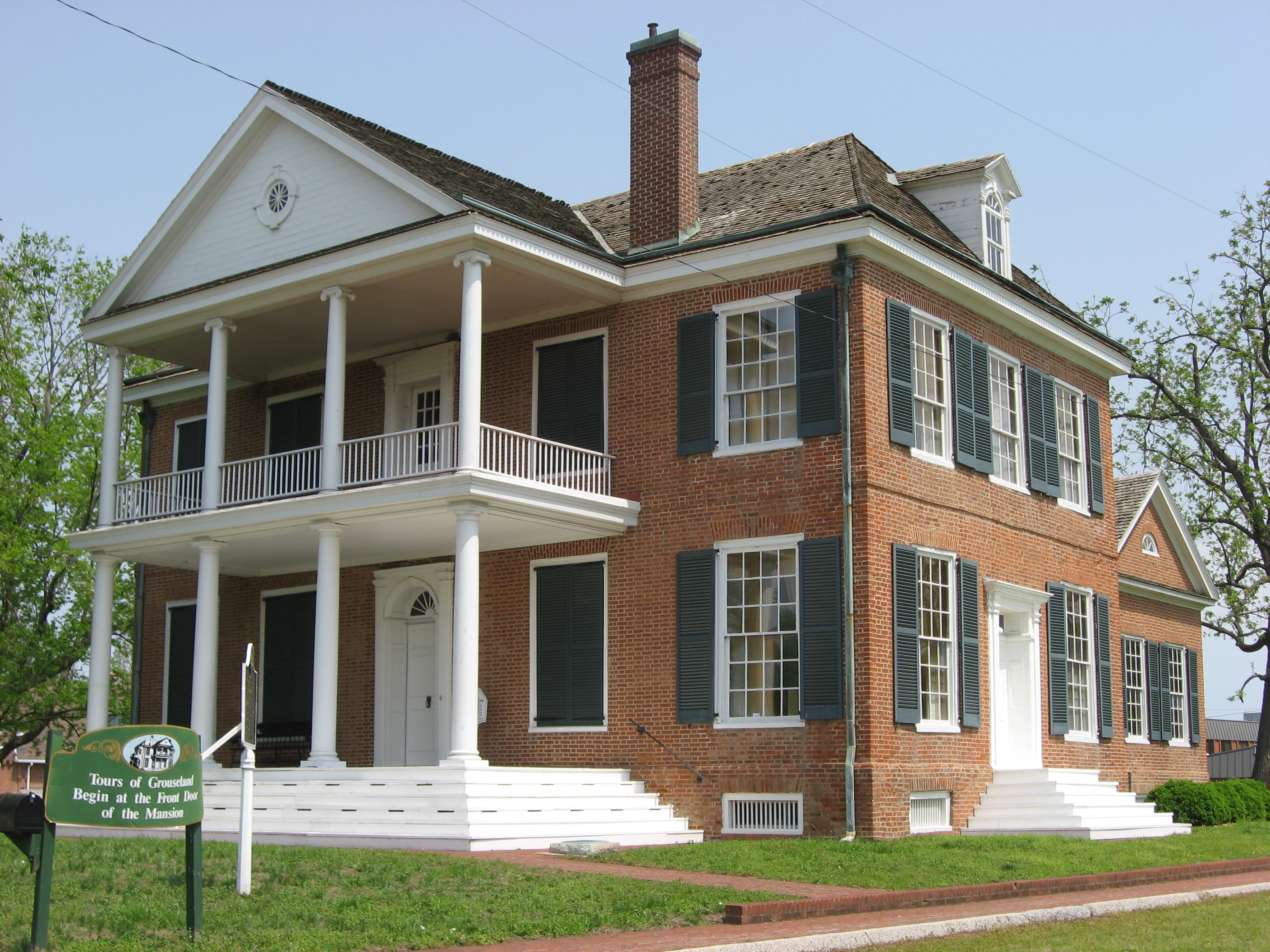
夏里遜一家的宅第——「松雞場」，位於印第安纳州温森斯

1799年威廉當選聯邦眾議員後，全家便遷往當時的首都費城。除費城外，他們常去弗吉尼亚州里士满探親。1800年，安娜在列治文生下第三個孩子。同年稍晚，威廉獲任命為印第安納領地總督，於是他們又搬到温森斯。在温森斯居住四年期間，威廉建造了名為「松雞場」的磚砌建築。這座兼具防禦功能的宅邸既是哈里森一家的居所，也是領地的社交中心。當地時有原住民戰士襲擊家庭的事件發生，孩子們經常被迫躲進這座易守難攻的房子裡。一位循道宗牧師與他們同住，襲擊發生時便負責守衛宅院。定居於溫森斯期間，安娜通過能獲取的報刊瞭解政事。不過，與娘家遠隔千里讓她倍感孤獨。即使有機會會見來訪的國家級人物，也難以慰藉。在印第安納領地期間，她又生育了五個孩子。
1812年战争期間，威廉再度從軍，因此安娜帶著孩子回到娘家生活。這時，她加入了第一長老教會，並生下了第九個孩子。戰爭結束後，哈里森夫婦將他們的原木小屋「本德」（Bend）遷至北本德——這片土地是安娜在父親1814年去世後所繼承的遺產。退役歸來的威廉作為戰爭英雄，家中常常賓客盈門。他們每週日晨禱後都會邀請教會成員共進晚餐。1814年，他們第十個也是最後一個孩子出生，但不幸於1817年夭折。他們的子女相繼亡故：女兒露西（Lucy）在1826年離世，兒子威廉（William）在1830年早逝，隨後在1838年至1840年間又有三個兒子相繼去世。
19世紀10年代至20年代，威廉先後擔任俄亥俄州參議員、聯邦參議員、駐大哥倫比亞全權公使，故此安娜多數時間獨守家中。她不僅親自教育子女，後來還在北本德創辦了一所學校，宗教課程則由巡迴牧師負責授課。哈里森夫婦不善理財；隨著子女成年，婚禮開支和大學學費使家庭財政愈發吃緊。更棘手的是，其子威廉生前欠下1.2萬美元債務，在他離世後都由父母承擔。
安娜對於丈夫在政壇的蓬勃發展感到自豪；當威廉表露出問鼎總統大位的野心，並打算參加1836年美國總統選舉時，她卻強烈反對。縱使如此，她仍然在1836年和1840年的選舉中，給予丈夫不溫不火的支持，並在北本德家中接待潛在支持者。得益於平日積累的政治見識，安娜能與來訪政要侃侃而談。因其嚴守安息日傳統，她還說服威廉暫停週日競選活動。她一直參與競選活動，直到1840年又一個兒子離世為止。

## 白宮女主人與晚年歲月
當丈夫勝出1840年總統大選時，安娜並未感到欣喜，甚至坦言：「真希望丈夫的朋友讓他繼續過著退休生活，那樣他會更快樂滿足。」時年65歲的她成為首位上任時年紀最大的第一夫人。面對新角色，她擔憂自己難以融入華盛頓社交圈，也無法勝任第一夫人的傳統職責。1841年，威廉宣誓就職美國總統；由於安娜身體不適，加上天氣狀況不佳，她未能隨行前往華盛頓，於是派已故兒子的遺孀珍·艾爾文·哈里森代理第一夫人職責。她原計劃於5月前往白宮與丈夫團聚，卻在啟程前驚悉威廉於4月4日因肺炎離世。最終她選擇缺席国葬儀式。
丈夫辭世後，安娜回到北本德生活。儘管對繼任總統约翰·泰勒並無好感，她仍以「前第一夫人」身份積極遊說，為家族成員爭取政治任命。同樣地，她也向下一任總統詹姆斯·诺克斯·波尔克爭取孫輩的軍職委任。1841年6月，國會批准給予她撫卹金，這筆錢悉數用於償還亡夫債務。此外，她還獲許今後寄信免除郵費。步入晚年的安娜愈發熱衷於政治和宗教事務。南北战争期間，她公開支持廢奴運動，並鼓勵孫輩加入联邦军。1855年，她的木屋毀於火災，人生最後歲月與僅存的兒子約翰·史葛同住，此時她的健康也每況愈下。1864年2月25日，安娜與世長辭，享年88歲。她被安葬於北本德丈夫墓旁，葬禮由牧師霍勒斯·布希內爾主持。

## 歷史地位
哈里森是首位任內喪偶的第一夫人，此後還有許多總統的妻子不願或無力履行與第一夫人相關的職責。由於丈夫在她入駐白宮前便已離世，加上她所有私人文件因木屋火災而遭焚毀，她並未以第一夫人身份留下顯著歷史印記。正因如此，學界鮮少對她本人以及其第一夫人生涯展開深入分析或探討。她的歷史形象主要聚焦在深厚的家庭責任感與虔誠的宗教信仰上。
歷史學家爭論的其中一個話題是哈里森對她丈夫的影響力。早期研究總統的歷史學家，如勞拉·卡特·荷路威和弗里曼·克利夫斯（Freeman Cleaves），認為哈里森對她丈夫及其職業生涯有著很強的掌控力，但近代的歷史學家對此提出質疑。歷史學家保羅·博勒（Paul Boller）將哈里森與瑞秋·傑克遜相提並論，指出兩位女性都因丈夫長期服役或從政而獨守空閨，都盼望丈夫退出公職生活，也都借助長老會信仰應對這些困境。
哈里森創下多項第一夫人歷史記錄：她是最後一位出生於喬治·華盛頓就職總統前的第一夫人，也是首位接受過正規教育的第一夫人。她於65歲成為第一夫人，創下當時最高齡紀錄；該記錄保持至2021年才被69歲的吉尔·拜登打破。丈夫短暫的任期也使她保有特殊記錄：她的第一夫人在任時間史上最短，僅擔任了31天，而且是唯一一位在其丈夫擔任總統期間從未去過首都的第一夫人。1889年其孫本杰明·哈里森當選總統，更使她成為美國歷史上唯一兼具「總統之妻」與「總統祖母」雙重身份的女性。
在1982年錫耶納學院研究所開展的首次第一夫人歷史評價調查中，哈里森位列被評估對象。這項持續至今的週期性調研從教育背景、國家貢獻、智慧膽識、成就操守、領導才能、獨立自主、公眾形象及對總統輔助價值等獨立標準進行綜合評分。在當年的42位正式與代理第一夫人評選中，安娜位列歷史學家評價榜第23名。鑒於其僅31天的第一夫人在任時長，此後的歷次調研均未再將其納入評估範圍。

## 備註
1. ↑  威廉·亨利·夏里遜的確切回應存在多個版本，包括：  - 「用我的劍和右手，先生。」[8]；
  - 「我的劍是我謀生的工具，先生。」[6]；
  - 「憑此劍與我的右臂，先生。」[5]。
2. ↑  按照美國消費者物價指數來計算，1830年的1.2萬美元，相當於2024年的354,338美元。[18]

## 腳注
1. 1 2  Schneider & Schneider 2010，第53-54頁.
2. 1 2 3  . National First Ladies Library & Museum.   [2025-07-18]. （原始内容存档于2025-07-03） （英语）.
3. ↑  Gould 1996，第98頁.
4. 1 2 3  Gould 1996，第100頁.
5. 1 2 3 4 5 6 7 8 9 10  Schneider & Schneider 2010，第54頁.
6. 1 2 3 4 5  Boller 1988，第76頁.
7. 1 2  Gould 1996，第101頁.
8. ↑  Dole 2001，第222頁.
9. 1 2 3 4  Gould 1996，第102頁.
10. 1 2 3  Diller & Robertson 2001，第153頁.
11. 1 2 3 4 5  Boller 1988，第77頁.
12. 1 2 3 4  Sibley 2016，第143頁.
13. 1 2 3 4 5  Schneider & Schneider 2010，第55頁.
14. 1 2  Anthony 1990，第120頁.
15. ↑  Gould 1996，第103頁.
16. 1 2  Gould 1996，第104頁.
17. ↑  Gould 1996，第104-105頁.
18. ↑  1634–1699: McCusker, J. J.  (PDF). American Antiquarian Society. 1997. 1700–1799: McCusker, J. J.  (PDF). American Antiquarian Society. 1992. 1800–present: Federal Reserve Bank of Minneapolis. .   [2024-02-29].
19. 1 2 3 4 5  Schneider & Schneider 2010，第56頁.
20. 1 2 3  Caroli 2010，第46頁.
21. ↑  Sibley 2016，第144頁.
22. ↑  Caroli 2010，第143頁.
23. 1 2  Boller 1988，第75頁.
24. 1 2 3  Gould 1996，第107頁.
25. ↑  Caroli 2010，第45-46頁.
26. 1 2  Sibley 2016，第142-144頁.
27. ↑  Boller 1988，第75-76頁.
28. ↑  Strock 2016，第61頁.
29. ↑  Kilander, Gustaf. . The Independent. 2021-06-03  [2025-07-18]. （原始内容存档于2024-12-07） （英语）.
30. ↑  Strock 2016，第80頁.
31. ↑   (PDF). Siena Research Institute. 2008-12-08  [2025-07-18]. （原始内容存档 (PDF)于2023-03-27） （英语）.

## 外部連結
- 在Find a Grave上的安娜·哈里遜